# 倉田英之 (実業家)
倉田 英之（くらた ひでゆき、1961年（昭和36年）11月11日 - ）は、日本のガラス技術者。
AGC株式会社 代表取締役 兼 専務執行役員  CTO 兼 技術本部長 兼 事業開拓部長。

## 経歴
- 1987年 - 早稲田大学大学院理工学研究科修士課程修了、同年旭硝子(現・AGC)株式会社入社。
- 2001年 - 同社化学品(現・カンパニー)事業本部スペシャリティケミカル事業推進部新事業推進グループリーダー。
- 2004年 - 同社化学品カンパニー 新事業推進部長兼新事業・技術企画室兼E&E事業本部半導体プロセス部材事業部。
- 2008年 - AGC Chemicals Americas, Inc. 社長。
- 2012年 - 旭硝子株式会社事業開拓室(現・部)調査役。
- 2014年 - 同社事業開拓室長。
- 2015年 - 同社化学品カンパニー 戦略企画室長。
- 2016年 - 同社ライフサイエンス事業本部長。
- 2017年 - 同社化学品カンパニー ライフサイエンス事業本部長兼同カンパニー同事業本部バイオサイエンス事業部長。
- 2018年 - 同社執行役員化学品カンパニーライフサイエンス事業本部長。
- 2019年 - 同社常務執行役員技術本部長[3]。
- 2021年 - 同社常務執行役員(従業員。会社法上の役員ではない)CTO兼技術本部長→同社取締役兼常務執行役員(会社法上の役員)CTO兼技術本部長[4]。
- 2022年 - 同社取締役兼専務執行役員(会社法上の役員)CTO兼技術本部長→同社代表取締役兼専務執行役員CTO兼技術本部長→同社代表取締役兼専務執行役員CTO兼技術本部長兼事業開拓部長(現在に至る)。

## 人物
平井良典(前・CTO)とは、同年(1987年)入社である。 またその平井が2021年から社長 CEOに就任する為、後任として引き継ぐ。
化学品カンパニー 新事業推進部長、米国グループ会社社長、事業開拓室長、化学品カンパニー 戦略企画室長、ライフサイエンス事業本部長などを経て、2019年1月に常務執行役員 技術本部長。2022年4月より現職。

## 外部サイト
- 役員紹介|AGC
- CTOメッセージ|AGC